# Élections municipales de 2001 à Bordeaux
Le 11 mars 2001, l'ancien Premier ministre Alain Juppé est reconduit pour un second mandat au Palais Rohan face à son adversaire de 1995, candidat de la gauche plurielle Gilles Savary.

## Contexte

### Bilan d'Alain Juppé
Alain Juppé va faire de la mise en valeur du patrimoine et la mise en place de l'Agenda 21 sa priorité. Son bilan est jugé globalement positif. Il va lancer le projet de Tramway, abandonné par Jacques Chaban-Delmas en 1958. La communauté urbaine de Bordeaux, dont il était le président, adopta le projet en 1997. Le projet sera reconnu d'utilité publique en 2000,. Il va également engager la rénovation du quartier de la Bastide avec la construction de logements sociaux, du jardin botanique et d'une université et de l'école pour la fondation de Nicolas Hulot.

### Une ville ancrée à droite
Depuis 1947, la ville est détenue par la droite. Pire encore, depuis 1971 le PS n'a jamais réussi à obtenir plus de 35 % des voix, étant toujours battu dès le premier tour.

### Gauche unie
Contrairement à 1995, Gilles Savary parvient à unifier la gauche autour de sa candidature, hormis les écologistes.

## Campagne électorale
La campagne a été relativement peu agitée, et Alain Juppé a réussi à capitaliser sur son bilan et sur son accessibilité,.

## Résultats du scrutin
| Tête de liste                              | Tête de liste     | Liste           | Premier tour | Premier tour | Sièges |
| Tête de liste                              | Tête de liste     | Liste           | Voix         | %            | Sièges |
| ------------------------------------------ | ----------------- | --------------- | ------------ | ------------ | ------ |
|                                            | Alain Juppé *     | RPR-UDF-DL      | 30 025       | 50,96        | 50     |
| Bordeaux nous rassemble                    |                   |                 | 30 025       | 50,96        | 50     |
|                                            | Gilles Savary     | PS-PCF-PRG- MDC | 11 775       | 19,99        | 7      |
| Un maire pour tous, une équipe, un contrat |                   |                 | 11 775       | 19,99        | 7      |
|                                            | Pierre Hurmic     | Les Verts       | 5 652        | 9,59         | 3      |
| Bordeaux vers l'avenir                     |                   |                 | 5 652        | 9,59         | 3      |
|                                            | Jacques Colombier | FN              | 2 969        | 5,04         | 1      |
| Bordeaux fait front                        |                   |                 | 2 969        | 5,04         | 1      |
|                                            | Denis Teisseire   | DVG             | 2 204        | 3,74         |        |
| Vivre autrement                            |                   |                 | 2 204        | 3,74         |        |
|                                            | Karfa Diallo      | DVG             | 2 181        | 3,70         |        |
| Couleurs bordelaises                       |                   |                 | 2 181        | 3,70         |        |
|                                            | Philippe Poutou   | LCR             | 1 431        | 2,43         |        |
| 100% à gauche                              |                   |                 | 1 431        | 2,43         |        |
|                                            | Denis Lacoste     | LO              | 1 178        | 2,00         |        |
|                                            | Alain Audebert    | RPF             | 1 024        | 1,74         |        |
| Ici Bordeaux                               |                   |                 | 1 024        | 1,74         |        |
|                                            | Jean Jametti      | MNR             | 479          | 0,81         |        |
| Bordeaux sécurité                          |                   |                 | 479          | 0,81         |        |
|                                            |                   |                 |              |              |        |
| Inscrits                                   | Inscrits          | Inscrits        | 110 915      | 100,00       |        |
| Abstentions                                | Abstentions       | Abstentions     | 50 111       | 45,18        |        |
| Votants                                    | Votants           | Votants         | 60 804       | 54,82        |        |
| Blancs et nuls                             | Blancs et nuls    | Blancs et nuls  | 11 886       | 3,10         |        |
| Exprimés                                   | Exprimés          | Exprimés        | 58 918       | 96,90        |        |
| * Liste du maire sortant                   |                   |                 |              |              |        |